# Chomelia multiflora
Chomelia multiflora là một loài thực vật có hoa trong họ Thiến thảo. Loài này được Rusby mô tả khoa học đầu tiên năm 1925.